# Eurycleidus arcuatus
L'euricleido (Eurycleidus arcuatus) è un rettile marino estinto, appartenente ai plesiosauri. Visse nel Giurassico inferiore (Hettangiano, circa 200 milioni di anni fa) e i suoi resti fossili sono stati ritrovati nella località di Lyme Regis, in Inghilterra.

## Descrizione
Con una lunghezza di almeno 4 metri, questo animale doveva essere un predatore notevole. Il corpo appiattito era dotato di quattro zampe trasformate in pagaie, mentre il cranio era dotato di ampie fauci e denti appuntiti. Il collo non era lungo come quello degli altri plesiosauri, anche se era più lungo di quello dei pliosauri. La coda era corta.

## Fossili e classificazione
Noto per uno scheletro descritto nel 1840 da Richard Owen come Plesiosaurus arcuatus, questo animale è stato in seguito riclassificato come un genere a sé stante nel 1994 da Cruickshank. Le caratteristiche dell'euricleido non permettono di stabilire se questa forma appartenesse ai plesiosauri veri e propri oppure ai pliosauri, dal collo corto e la testa grossa. In particolare, le ossa della parte posteriore del cranio richiamano quelle dei plesiosauri, mentre i grandi denti anteriori sono tipici dei pliosauri. Secondo Cruickshank, probabilmente l'euricleido era una forma intermedia, come l'affine Archaeonectrus.
Il fossile mostra uno scarso grado di fusione nelle ossa del cranio: secondo Cruickshank, questo fatto indica che lo scheletro apparteneva a un esemplare immaturo; se così fosse, un esemplare adulto avrebbe superato di molto i 4 metri di lunghezza. Ricerche più recenti sembrano indicare l'appartenenza di Eurycleidus ai romaleosauridi, un gruppo di plesiosauri arcaici (Benson et al., 2012).